# Convent van Wezel
Het Convent van Wezel (Duits: Weseler Konvent) was een bijeenkomst van vooraanstaande kerkleden uit Nederlandse vluchtelingengemeenten. Het vond plaats begin november 1568 in de Hanzestad Wezel. De tijdens het convent genomen beslissingen zijn nog altijd van wezenlijk belang voor de kerkorde van de gereformeerde kerken in Nederland en hebben voorts geleid tot de invoering van de presbyteriaal-synodale structuur in de verenigde hertogdommen Gulik-Kleef-Berg en in de negentiende eeuw uiteindelijk in alle Duitse landskerken.

## Voorgeschiedenis en aanleiding
De Nederlandse provincies, die een dichtbevolkt en economisch belangrijk gebied vormden, stonden vanaf het begin van de Reformatie open voor Maarten Luther en Johannes Calvijn. In 1567 werd de hertog van Alva namens de Habsburgse vorst Filips II van Spanje stadhouder van de Nederlanden. Alva onderdrukte op brute wijze het calvinisme en de Nederlandse onafhankelijkheidsbeweging en lokte zo de Tachtigjarige Oorlog uit die eindigde in de onafhankelijkheid van de Republiek der Zeven Verenigde Nederlanden.
Tijdens de botsingen tussen de Spaanse Habsburgers en de Nederlanden verlieten veel Nederlanders (waarschijnlijk meer dan 100.000) hun vaderland. Vooral van 1568 tot 1572 was er een grote golf van vluchtelingen. De vluchtelingen werden opgenomen in Nederrijn, in Palts, in Oost-Friesland en in Engeland. Op hun onderscheidene asielplaatsen verzamelden ze zich in hun eigen hervormde vluchtelingengemeenten.
Het doel van het Convent van Wezel was om deze gemeenten een eenvormige presbyteriaanse structuur te geven en deze door een synodale overkoepeling met elkander te verbinden.
Wezel had een groot aantal Nederlandse religieuze vluchtelingen opgenomen, waardoor het later de eretitel Vesalia Hospitalis (gastvrij Wezel) had verkregen.

## Verloop en besluiten
Begin november 1568 kwamen 43 leiders van de Nederlandse ballingen (vooral predikanten en ouderlingen, maar ook belangrijke persoonlijkheden van de politieke oppositie) in Wezel om over een kerkorde voor om de Nederlandse gemeenten te beraadslagen. Mededelingen over het exacte verloop van de vergadering zijn niet mogelijk doordat bronnen ontbreken. De notulen van de vergadering, gedagtekend 3 november 1568, zijn evenwel bewaard gebleven. De daarin gedocumenteerde aanbevelingen voor een kerkorde hebben enerzijds betrekking op het leven van de afzonderlijke kerkgemeenten, anderzijds beschrijven ze de aard van hun netwerken door middel van een tweeledig stelsel van synodes.

### De afzonderlijke gemeenten
Het leven van de afzonderlijke gemeente wordt beschreven door vier bedieningen die in de kerk moeten worden vervuld: predikant, ouderling, diaken en leraar of 'profeet'. De predikant heeft de taak van de verkondiging van het woord. De ouderlingen besturen de kerk samen met de predikant. Hiertoe vormen zij samen de kerkenraad. De diaken is verantwoordelijk voor de armenzorg. Op dit convent is er ruimte om vrouwen als diakenen te benoemen. De leraar of "profeet" - dit ambt is niet duidelijk omschreven in de resoluties - heeft tot taak de theologische opbouw van de gemeente. Met deze benoeming neemt het Convent van Wezel de vierambtenleer van Calvijn over.

### De synodale overkoepeling
Voor de verbanden tussen de gemeenten wordt een synodale overkoepeling in twee lagen beslist. Op plaatselijk niveau zenden de afzonderlijke gemeenten gezanten naar de classis. De classes zenden op hun beurt afgevaardigden naar de algemene synode. Met deze kerkopbouw neemt het convent de ‘’discipline ecclésiastique’’ van de Franse Hugenotenkerk uit 1559 over.

## Uitwerking

### In de Nederlandse gemeenten
De beslissingen van Wezel werden rechtstreeks toegepast in de Nederlandse vluchtelingengemeenten. Vier classes werden gevormd: Palts, Gulik, Oost-Friesland en Wezel. In 1571 bevestigde de eerste synode, de Synode van Emden, de beslissingen van Wezel op alle wezenlijke punten en vormde deze om in een kerkorde. Het reeds in Wezel niet duidelijk omschreven ambt van leraar of profeet wordt echter niet genoemd, en de in Wezel in overweging genomen verkiezing van predikanten en ouderlingen door collegiale verkiezingslichamen van een aantal omliggende gemeenten is opgegeven in het voordeel van de rechtstreekse verkiezing door de afzonderlijke gemeente.
Na de terugkeer van veel vluchtelingen in Nederland kon in 1578 een synode in de Nederlanden, in Dordrecht, plaatsvinden.
De in Wezel vastgelegde kerkorganisatie werd aldus verwezenlijkt op alle drie de niveaus (gemeente, classis, synode). Deze presbyteriaal-synodale kerkstructuur blijft de gereformeerde kerken in Nederland tot op de dag van vandaag kenmerken.

### In het Duitse kerksysteem
Het Convent van Wezel was een bijeenkomst van Nederlandse kerkleiders. Toch hebben zijn besluiten en de uitvoering ervan in de Nederlandse vluchtelingengemeenten aanzienlijke invloed gehad op de Duitse gemeenten in Gulik-Kleef-Berg, in eerste instantie vooral op de Reformatiegemeenten in Nederrijn: de uitstraling van de presbyteraal-synodale kerkorde was zo sterk dat binnen enkele jaren veel Duitse gemeenten zich daarbij voegden. Ze maakten zich consistories als bestuursorganen en voegden zich bij de Nederlandse classis Wezel. Zo werden ze onderdeel van het Nederlands-hervormde kerksysteem.
In 1610 vormden de Duitse gemeenten vervolgens hun eigen synode in Duisburg waarmee ze zich van de Nederlandse kerkorganisatie losmaakten. De structuur die op het Convent van Wezel en de Synode van Emden werd aangenomen, werd echter gehandhaafd. In 1653 bevestigde een synode in Kleef de kerkorde naar het Wezelse voorbeeld. Hoewel het in de daaropvolgende periode slechts ten dele is gelukt om de erkenning van de staat voor deze kerkorde te verkrijgen, werd deze onofficieel toegepast. Na het Congres van Wenen kon ze eindelijk in moeilijke onderhandelingen met Frederik Willem III van Pruisen voor de Rijnprovincie en de provincie Westfalen officieel worden afgedwongen (de Rijns-Westfaalse kerkorde van 1835).
In de 19e eeuw zijn veel van de kerkordes van de protestantse landskerken gemodelleerd op de Rijns-Westfaalse kerkorde. Na de afschaffing van het landsheerlijke kerkbestuur in 1918 werd de presbyteriaal-synodale opbouw ingevoerd, zodat tegenwoordig in alle landskerken de gemeenten door consistories of kerkenraden worden geleid en alle landskerken over een synodale overkoepeling van meerdere lagen beschikken (deels aangevuld met episcopale leiderschapsstructuren).
Zo hebben de besluiten van het Convent van Wezel van 1568 niet alleen de vorm bepaald van de Nederlandse Hervormde Kerk, maar ook van de lidkerken van de Evangelische Kerk in Duitsland, het blijvendst de Evangelische Kerk van Westfalen en de Evangelische Kerk in het Rijnland, op wiens grondgebied het Convent van Wezel bijeenkwam, en de Evangelische Gereformeerde Kerk en de Lippische landskerk.

## De stand van het onderzoek
In 1982 startte Jan Pieter van Dooren een discussie over de vraag of het Convent van Wezel echt in Wezel en pas in 1568 plaatsvond. Van Dooren stelde dat de conventie eind 1566 of begin 1567 in Antwerpen had plaatsgevonden; het protocol omvatte een verkeerde plaats en tijd als voorzorgsmaatregel. Werd Van Doorens proefschrift al in de replica van Walter Stempel aanzienlijk in twijfel getrokken en aangepast door Owe Boersma, zo kon de bespreking van Herbert Kipp (pagina 411-417) de plaats genoemd in het protocol (Wezel) en de tijd (november 1568) aannemelijk maken.
Het nieuwste werk over het Convent van Wezel werd in 2004 gepresenteerd door Jesse A. Spohnholz. Spohnholz maakt aannemelijk dat het initiatief voor en de organisatie van het Convent van Wezel in handen waren van de kerkenraad van de Nederlandse vluchtelingengemeente in Wezel.

### Besluiten van het Convent van Wezel
- J. F. Gerhard Goeters (red.): Die Beschlüsse des Weseler Konvents von 1568 (= Schriftenreihe des Vereins für Rheinische Kirchengeschichte 30). Presseverband der Evangelischen Kirche im Rheinland, Düsseldorf 1968.

### Secundaire literatuur
- Owe Boersma: Vluchtig voorbeeld. De Nederlandse, Franse en Italiaanse vluchtelingenkerken in Londen, 1568-1585. Theolog. Akad., Diss. Kampen 1994; daarin: Het Convent van Wezel: een raadsel opgelost?, blz. 197–206.
- Jan Pieter van Dooren: Der Weseler Konvent 1568. Neue Forschungsergebnisse. In: Monatshefte für Evangelische Kirchengeschichte im Rheinland 31 (1982), blz. 41–55.
- Herbert Frost: Der Konvent von Wesel im Jahre 1568 und sein Einfluß auf das Entstehen eines deutschen evangelischen Kirchenverfassungsrechts. In: dezelfde: Ausgewählte Schriften zum Staats- und Kirchenrecht, heruitgave van Manfred Baldus e.a. (= Jus Ecclesiasticum 65), Tübingen 2001, blz. 65–115. ISBN 3-16-147396-5.
- Johann F. Gerhard Goeters: Der Weseler Konvent niederländischer Flüchtlinge vom 3. November 1568. In: Weseler Konvent 1568–1968: Eine Jubiläumsschrift (= Schriftenreihe des Vereins für Rheinische Kirchengeschichte 29). Presseverband der Evangelischen Kirche im Rheinland, Düsseldorf 1968, blz. 88–114.
- Herbert Kipp: „Trachtet zuerst nach dem Reich Gottes“. Landstädtische Reformation und Rats-Konfessionalisierung in Wesel (1520–1600) (= Schriften der Heresbach-Stiftung Kalkar 12). Bielefeld 2004.
- Wilhelm Maurer: Zur Vorgeschichte der rheinisch-westfälischen Kirchenordnung von 1835. In: Gerhard Müller, Gottfried Seebaß (heruitgave): Die Kirche und ihr Recht: Gesammelte Aufsätze zum evangelischen Kirchenrecht (= Jus Ecclesiasticum 23). Mohr Siebeck, Tübingen 1976, blz. 279–309. ISBN 3-16-637702-6.
- Ulrich Scheuner: Die Beschlüsse des Weseler Konvents in ihrer Auswirkung auf die Entwicklung der Kirchenordnung in Rheinland-Westfalen. In: Weseler Konvent 1568-1968: Eine Jubiläumsschrift (= Schriftenreihe des Vereins für Rheinische Kirchengeschichte 29). Presseverband der Evangelischen Kirche im Rheinland, Düsseldorf 1968, blz. 163–191.
- Jesse A. Spohnholz: Strangers And Neighbors. The Tactics of Toleration in the Dutch Exile Community of Wesel, 1550–1590. Proefschrift, Iowa 2004.
- Walter Stempel: Einige Anfragen zu „Der Weseler Konvent 1568, Neue Forschungsergebnisse“. In: Monatshefte für Evangelische Kirchengeschichte im Rheinland 31 (1982), blz. 338–340.